# Noua Dreaptă

Drapeau de la Noua Dreaptă.

La Nouvelle Droite (en roumain : Noua Dreaptă) est un petit parti politique d'extrême droite, ultranationaliste et xénophobe, comprenant en 2014 entre 1 000 et 2 000 membres, actifs en Roumanie et Moldavie. Fondé en 2000, il devient légalement un parti politique en 2015 mais n'est pas autorisé à concourir aux élections en raison de son extrémisme et de sa violence.

## Statut et histoire
Fondé en 2000 mais resté informel, le mouvement n'a pu devenir un parti politique qu'en 2015 lorsque la loi no 14/2003, modifiée le 10 juin 2015, a abaissé de 90 % le nombre minimum de membres et de parrainages. Mais il ne peut toujours pas participer aux élections en raison de l'art. 30, alinéa 7 et de l' art. 40 alinéas 2 et 4 de la Constitution de la Roumanie, qui interdit cette participation aux mouvements prônant la haine et/ou la discrimination raciale, de classe, religieuse ou sexuelle. Or la Nouvelle droite se réclame des idéaux de la Garde de fer (« mouvement légionnaire » de la Roumanie de l'entre-deux-guerres), mouvement politique favorable à l'Allemagne hitlérienne et comparable aux forces collaborationnistes d'autres pays comme les Croix fléchées en Hongrie, le PPF en France ou le Rexisme en Belgique.
En mai 2006, des dizaines de membres de la Nouvelle Droite ont été arrêtés par la police après avoir tenté de perturber violemment la GayPride de Bucarest. La police a également utilisé des gaz lacrymogènes pour disperser contre-protestataires dirigées par des individus identifiés comme membres de la Nouvelle Droite.
Le 15 mars 2008, jour de la fête nationale hongroise, la Nouvelle Droite organise un rassemblement anti-hongrois à Cluj-Napoca, certains de ses membres ont frappé un jeune de la minorité hongroise. Deux députés de l'Union démocrate magyare de Roumanie hongrois exigent alors l'interdiction du mouvement qu'ils accusent d'être une résurgence de la Garde de fer.

## Idéologie
L'idéologie de la Noua Dreaptă s’inspire du « légionarisme » de la Garde de fer des années 1930 et de son leader Corneliu Codreanu,. C'est un mélange, inspiré des idées de Charles Maurras, de nationalisme roumain militant (postulant les ethnies comme l'équivalent social des espèces biologiques), d'intégrisme religieux orthodoxe, et de protochronisme. Les historiens Neagu Djuvara et Florin Constantiniu discutent le qualificatif de « fasciste » communément appliqué à cette idéologie. Il y a certes des points communs (justification de la violence politique, culte d'un État autoritaire, culte du chef, xénophobie, antisémitisme, mépris et haine contre les Roms), mais la Noua Dreaptă, comme d'ailleurs l'ancienne Garde de Fer, est sans animosité envers les bourgeois, les intellectuels ou les propriétaires, pourvu qu'ils soient « roumains de souche », et c'est avant tout un mouvement intégriste chrétien.
Le site web de la Noua Dreaptă indique une nette hostilité aux Roms, à l'avortement, au communisme, à la mondialisation, à l'Union européenne, à l'OTAN, aux groupes religieux autres que l'Église orthodoxe roumaine, au métissage ethnique et culturel, à l'autonomie territoriale pour la minorité hongroise de Roumanie. Ils prétendent être à la fois contre le marxisme et le capitalisme, en proposant un concept économique de « justice sociale », se fondant sur la troisième idéologie tercériste. Très homophobe, la Noua Dreaptă postule que seul serait « naturel » le modèle familial promu par l'Église : un couple hétérosexuel monogame à vocation reproductrice.
Bien qu'aligné idéologiquement sur les positions d'organisations nationalistes européennes ayant une forte rhétorique antisémite, la Noua Dreaptă n'a pas cherché à attaquer la minorité juive roumaine, préférant stigmatiser la minorité hongroise, les Roms ainsi que d'autres minorités sexuelles ou religieuses.

## Programme, buts et actions
La Noua Dreaptă a un programme social et économique dont l'ambition est de limiter les excès du capitalisme en favorisant les PME et les artisans plutôt que les grandes entreprises, en encadrant le crédit et en interdisant l'achat de terres agricoles par des entrepreneurs étrangers notamment américains, russes et chinois.
Les points défendus par la Noua Dreaptă sont :
- l'unification de la Roumanie et de la Moldavie dans les frontières de 1939, et ses membres pratiquent l'entrisme dans le mouvement unioniste ;
- la défense des droits des Roumains des départements de Harghita et Covasna, en majorité peuplés de Hongrois ; refus de l'autonomie territoriale du pays sicule, revendiquée par ses habitants hongrois ;
- la défense des droits des minorités roumaines des pays voisins ;
- l'éducation de la jeunesse roumaine dans un esprit nationaliste et chrétien intégriste ;
- la promotion des valeurs chrétiennes de la famille et rejet de l'avortement, de l'homosexualité et de la transsexualité ;
- la promotion de l'idéologie de l'Église orthodoxe roumaine (y compris contre l'œcuménisme de Constantinople, contre l'Église orthodoxe russe de Moldavie et contre l'Académie roumaine en histoire) ;
- la lutte contre l'« américanisation » et la mondialisation ;
- la promotion d'une « Europe des nations bâtie sur le socle commun de ses racines chrétiennes » ;
- le militantisme contre les revendications des Hongrois et des Roms, des minorités sexuelles et religieuses.

L'objectif politique ultime déclaré de Noua Dreaptă est de restaurer la « Grande Roumanie », qui de la Première à la Seconde Guerre mondiale a englobé plus de 95 % des roumanophones, ce qui n'était le cas ni avant, ni depuis. Le groupe indique également qu'il est fortement opposé aux principes de la démocratie représentative, qu'il considère comme une forme « insuffisante » du gouvernement, « ouvrant la porte à toutes les corruptions, les concussions, les compromissions ». Il milite pour le démocratie directe en utilisant les moyens technologiques modernes. Certains membres sont monarchistes.
Certains membres ont également recours à la violence : des incidents ont été signalés impliquant spécifiquement les attaques physiques par des membres du parti contre des mormons et des homosexuels.
Entre autres actions, l'organisation tente d'attirer des partisans à travers des campagnes de contestation de certaines festivités qu'il considère soit comme perverties (campagnes commerciales de Noël commençant à la mi-novembre) soit comme étrangères au patrimoine culturel roumain, comme Halloween ou la Saint-Valentin.

## Alliances internationales
Ancien membre du Front national européen, la Noua Dreaptă entretient des liens avec un certain nombre de partis ou d'organisations européennes nationalistes, certaines d'entre elles étant considérées comme néofascistes, tel que le Parti des Danois (en). Elle a également noué des relations avec l'Union de la jeunesse eurasienne, l'organisation de jeunesse russe du Parti Eurasie d'Alexandre Douguine.
Depuis le 30 mai 2018, elle est membre de l'Alliance pour la paix et la liberté, un parti politique européen d'extrême droite qui comprend notamment Forza Nuova, le Parti national-démocrate d'Allemagne, le Parti populaire « Notre Slovaquie » et Démocratie nationale.

## Résultats électoraux

### Élections parlementaires
| Année | Chambre des députés | Chambre des députés | Chambre des députés | Sénat | Sénat | Sénat   | Gouvernement        |
| Année | Voix                | %                   | Mandats             | Voix  | %     | Mandats | Gouvernement        |
| ----- | ------------------- | ------------------- | ------------------- | ----- | ----- | ------- | ------------------- |
| 2020  | 3 551               | 0,06                | 0 / 330             | 4 345 | 0,07  | 0 / 136 | Extra-parlementaire |

## Noua Dreaptădans la culture
Du point de vue symbolique, bien que la Nouvelle Droite roumaine affirme combattre l'« américanisation » et la mondialisation, son logo est une croix celtique. Sa couleur est noire avec un liséré blanc, comme l'était la croix de fer sur les flancs des chars d'assaut et des avions allemands. Le fond vert rappelle celui du logo de la Garde de fer (que le mouvement aurait aimé utiliser, mais qui est légalement interdit).[réf. nécessaire]
Du point de vue musical, la Noua Dreaptă a son propre groupe de rock : Brigada de Asalt (« brigade d'assaut »), connu pour diffuser des messages ultranationalistes et haineux dans ces chansons (que lui-même qualifie de « coups d'aiguillon pour réveiller la nation »).[réf. nécessaire]